# Inhoelets
De Inhoelets (Oekraïens: Інгулець; Russisch: Ингуле́ц, Ingoelets) is een 557 kilometer lange rivier, die in noord-zuidelijke richting door Midden-Oekraïne stroomt. De Inhoelets is een zijrivier van de Dnjepr.
De rivier ontspringt in de buurt van het dorpje Topylo in het Dnjepr-hoogland.

## Plaatsen aan de Inhoelets
Van bron tot monding:
- Oleksandrija
- Petrove
- Lozoevatka
- Kryvy Rih
- Sjyroke
- Velyka Oleksandrivka
- Snihoerivka

## Zijrivieren
- Links: Berezivka, Zelena, Zjovta, Saksahan, Kobylna
- Rechts: Besjka, Bokova, Vysoen